# Алезия (станция метро)
«Алезия» (фр. Alésia) — станция линии 4 парижского метрополитена, расположенная в квартале Малый Монруж XIV округа Парижа. Названа по одноимённой улице (фр. Rue d'Alesia), пересекающей над станцией авеню Генерал Леклерк, получившей своё имя в честь античной битвы при Алезии между галлами, возглавлявшимися Верцингеторигом и римлянами под командованием Юлия Цезаря. На станции установлены автоматические платформенные ворота.

## История
- Станция открылась 30 октября 1909 года в составе южного радиуса линии 4 (Распай — Порт д'Орлеан. В 2016-2017 годах на станции проводится реновация освещения. Работы планируется завершить к 30 июня 2017 года[2].
- Пассажиропоток по станции по входу в 2011 году, по данным RATP, составил 5 317 934 человек[3]. В 2013 году этот показатель снизился до 5 237 657 пассажиров (77 место по входному пассажиропотоку в Парижском метро)[4].

## В массовой культуре
В мультфильме 12 подвигов Астерикса (1976) главные герои  оказались на путях.

## Достопримечательности
Недалеко от станции, в квартире по адресу 4, ул.Мари-Роз, где с июля 1909 по июнь 1912 года проживали В. И. Ленин, его жена Надежда Константиновна Крупская и ее мать, располагался Музей Ленина. Музей закрылся в 2007 году.   

## Галерея

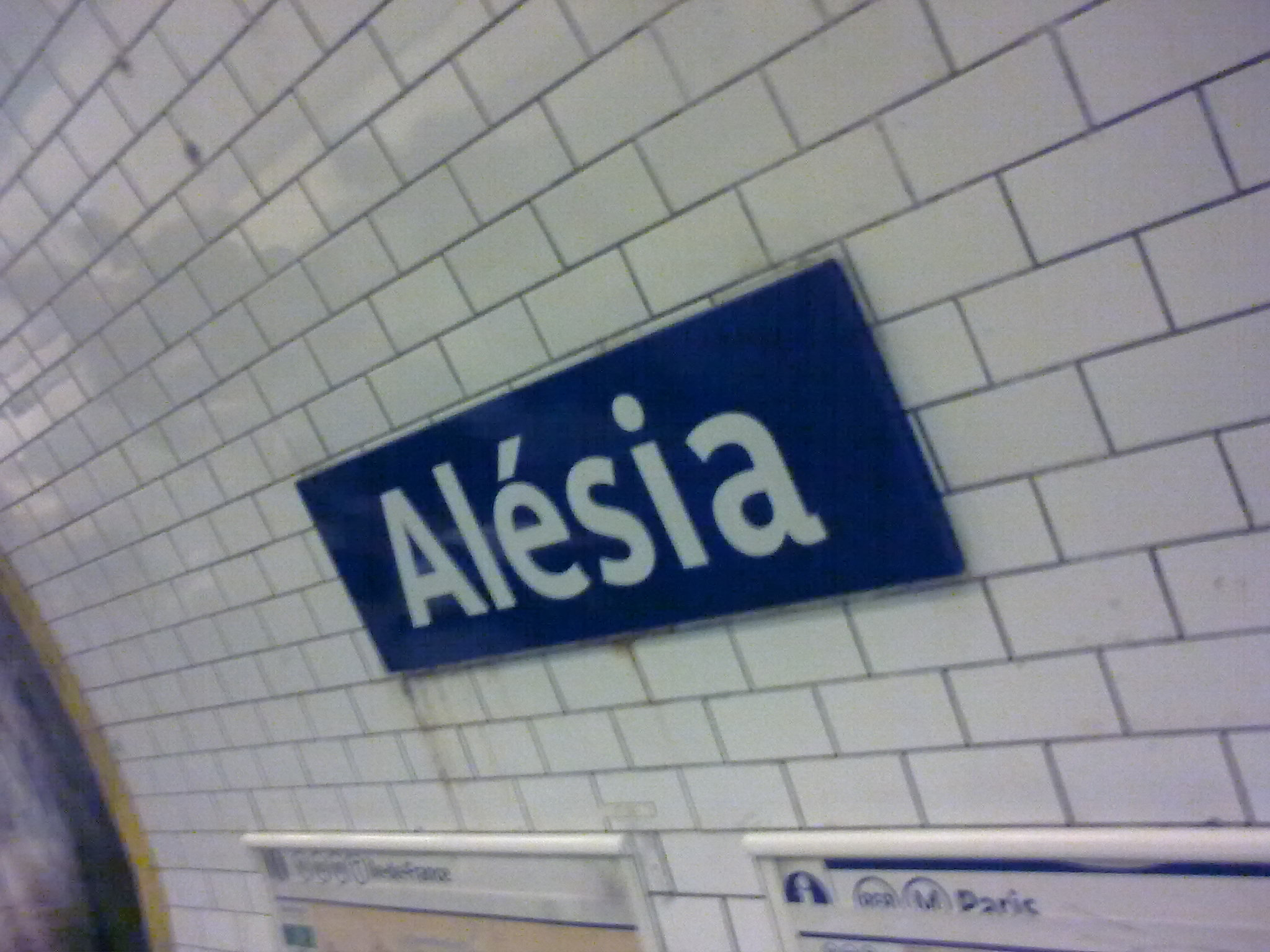
Вывеска с названием станции
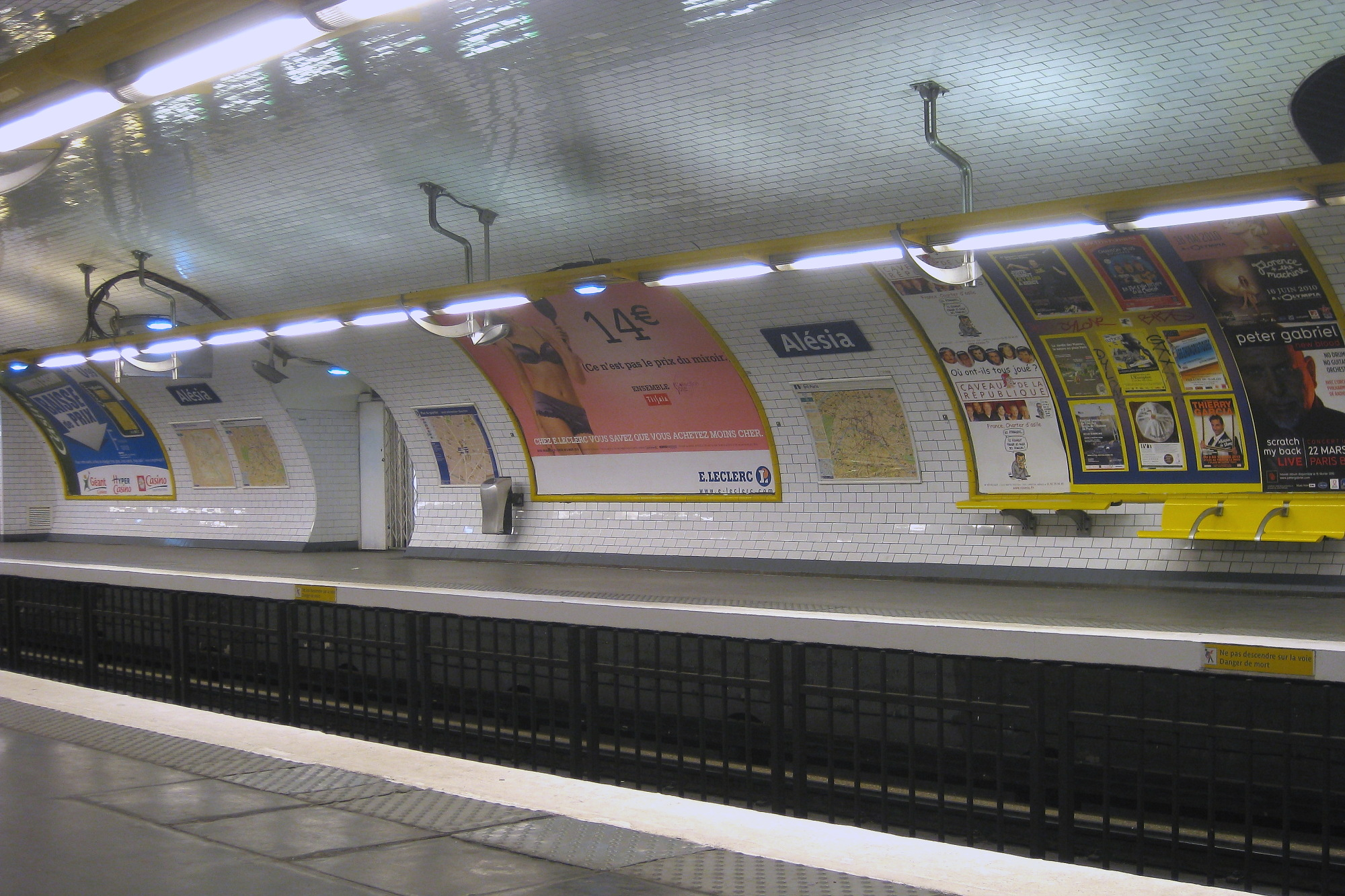
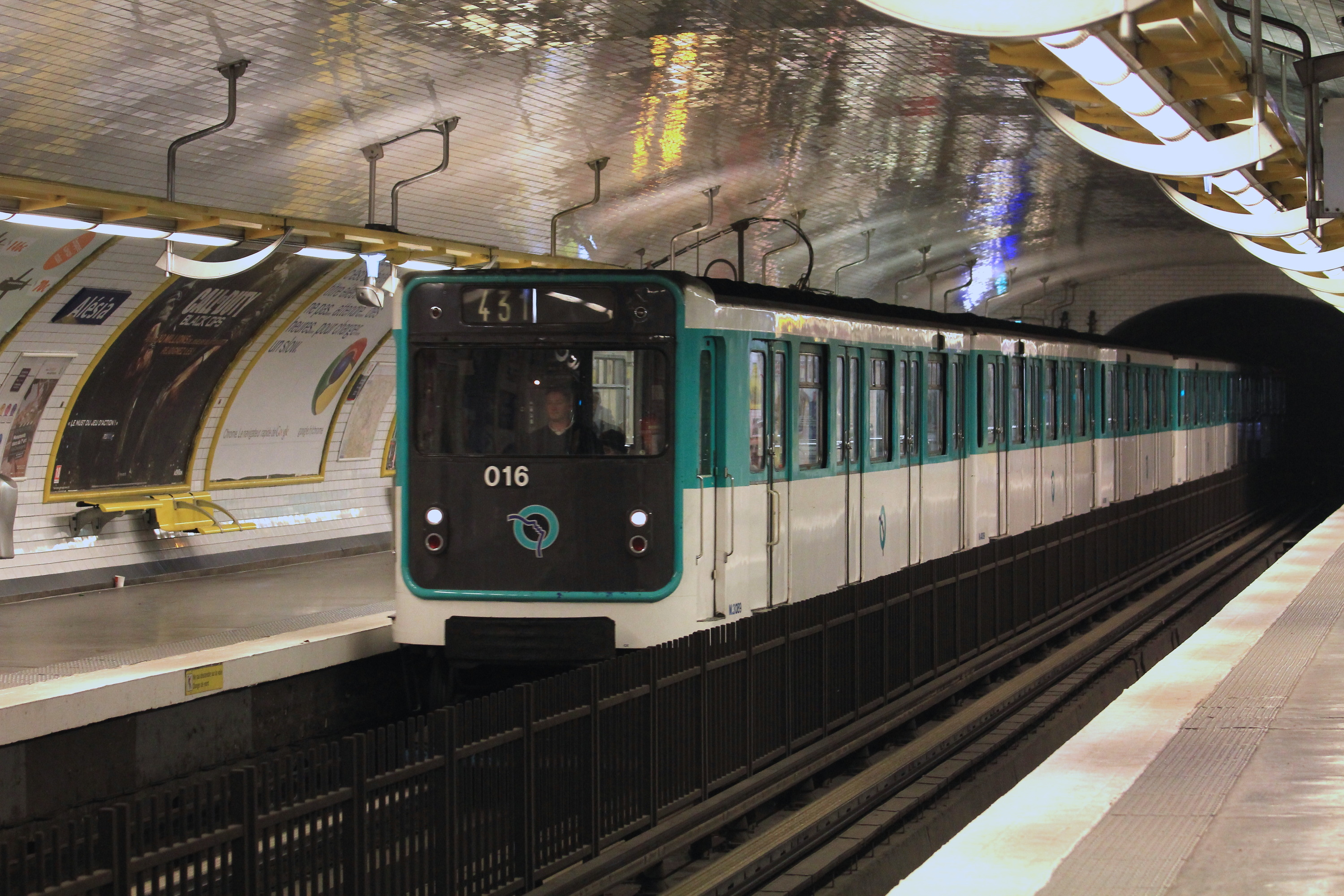
Состав модели MP 59 на станции